# 토니 킹
토니 킹(Tony King, 1947년 5월 6일 ~ )은 미국의 배우이다.
캔턴에서 태어났다.

## 영화
- 현상수배 (1997, Wanted)
- 미라지 (1995년)
- 먼지의 딸들 (1991년)
- 토이 (1982년)
- 샤키 머신 (1981년)
- 지옥의 카니발 (1980년)
- 스파클 (1976년)
- 벅타운 (1975년)
- 특수 경찰 (1975년)
- 킹 오브 마빈 가든스 (1972년)
- 샤프트 (1971년)